# Eufriesea macroglossa
Eufriesea macroglossa là một loài Hymenoptera trong họ Apidae. Loài này được Moure mô tả khoa học năm 1965.